# Štefan Skrúcaný
Štefan Skrúcaný (* 27. března 1960 Trenčín) je slovenský herec, moderátor, kabaretiér, humorista a zpěvák. Jeho bývalá manželka je herečka Zuzana Tlučková.
V roce 1985 ukončil Vysokou školu múzických umění v Bratislavě. V době studií se stal populárním díky zábavnímu hudebně-dramatickému humorně pojatému programu Fujarová šou. Následovala dlouholetá spolupráce s Miroslavem Nogou, Jaroslavem Filipem, Stanem Radičem nebo Rasťou Piškem v rozhlasovém satirickém pořadu Apropo, který později přenesli i na televizní obrazovky.
V Televizi Markíza vystřídal relace:
- Telecvoking
- O tri štart
- Vox papuli
- Knock Out – satiricko-humoristický třítýdeník autorů Rasťi Pišky a Stana Gurky.

V divadle Nová scéna účinkuje v muzikálech:
- Klietka bláznov
- Donaha!

## Filmografie
- 1981 Plavčík a Vratko (Plavčík)
- 1984 Poklad hraběte Chamaré
- 1985 Pohlaď kočce uši (Diskjockey)
- 1986 Alžbetin dvor (Daniel de Liess)
- 1987 Úsmev diabla (Mráz)
- 1988 Čertovo vrece

## Diskografie

### Alba se Mirem Nogou
- 1992 Keby som bol detským kraľom – Miroslav Noga & Štefan Skrúcaný – RB Radio Bratislava, MC
- 1993 Bomba Kseft – Jumbo Records JR 0012 2311, CD
- 1995 Molotow Coctail – Noga & Skrúcaný – BMG Ariola, CD
- 1997 No problem
- 1999 NoSkruDamus – , CD
- 2002 Život je karneval – Noga & Skrúcaný – Forza Music FZ-0030-2-331 EAN 8 8588002 302060, CD
- 2002 Hity – Noga a Skrúcaný – BMG, MC, CD
- 2004 Keby som bol detským kraľom – Noga & Skrúcaný – A.L.I., CD

### Sólová alba
- 1998 Keď nejde o život... – Štefan Skrúcaný – WV – Vydavateľstvo Štefana Wimmera, CD, Gabo Dušík – autor hudby, produkcia, hudobná réžia, (sólový album)

#### Kompilace
- 2002 Zahoď starosti I – Forza Music FZ-0039-2-331 EAN 8 588002 302190, CD – 01. Zahoď starosti/07. Modrá ruža/15 Gigolo a hviezda – Štefan Skrúcaný a Eva Máziková.
- 2005 Pesničky pre deti – Brjan Music Ba 0014-2-331 EAN 8 588003 334121, CD – 11. Štefan Skrúcaný a Monika – Krajina snov.
- 2008 Najkrajšie detské hity – Opus 91 2805-2 EAN 8 584019 280520, CD – 14. Ide ťava Saharou – Miroslav Noga a Štefan Skrúcaný. (edice Gold)
- 2008 Pesničky pre detičky – Musica 720 5115-2 EAN 9 004364 721152, CD – 16. Krajina snov – Štefan Skrúcaný a Monika.